# Kazimierz Janczewski (1878–1959)
Kazimierz Janczewski (ur. 20 października 1878 w Blinstrubiszkach koło miasteczka Widukle, zm. 15 lipca 1959 w Pruszkowie) – polski działacz społeczny i gospodarczy na Litwie, jeden z liderów mniejszości polskiej na Litwie, wieloletni radny Kowna, przewodniczący rady miejskiej w 1925. 

## Życiorys
Urodził się w rodzinie osiadłej od pokoleń na terenie Wielkiego Księstwa Litewskiego, pieczętującej się herbem "Dołęga". Do rodziny Janczewskich należało około 4 tys. hektarów ziemi wraz z lasami na terenie Żmudzi z ośrodkiem w zbudowanym ok. 1735 dworze w Blinsturbiszkach. Majątek ten otrzymała w wianie Kazimiera Burbianka wychodząc za mąż w 1844 za Cypriana Jaczewskiego, którego wnuk Kazimierz, po ukończeniu gimnazjum w Rydze w 1897 podjął studia prawnicze na Uniwersytecie Petersburskim, które jednak przerwał, poświęcając się nauce agronomii w Studium Rolniczym Uniwersytetu Jagiellońskiego pod okiem stryja profesora Edwarda Franciszka Janczewskiego. Po roku został wezwany przez ojca do rodzinnego majątku w Blinstrubiszkach, po czym wyjechał na kilka miesięcy do Szwajcarii. 
W 1906 poślubił Helenę Oskierkę z Muszy i Hieronimowa w Inflantach. W tym samym roku zakupił majątek Jukojnie, gdzie założył stadninę koni, w której hodowano m.in. trakeny. Zapisał się do Towarzystwa Rolniczego Rosieńskiego, którego wiceprezesem pozostawał przez kilka lat. Po wybuchu I wojny światowej stadnina została ewakuowana do Wojejkowa pod Penzą. 
W 1918 wraz z majątkiem powrócił do Jukojń. Rok później zamieszkał w Kownie, włączając się w życie polityczne Litwy. Proponowano mu objęcie urzędu posła w Wielkiej Brytanii, z czego jednak zrezygnował. 9 sierpnia 1919 znalazł się wśród członków założycieli Polskiego Zjednoczenia Demokratycznego, podpisał się pod tzw. deklaracją 22 – odezwą polskich ziemiach zaświadczających o pełnej lojalności wobec państwa litewskiego. 
W 1919 wybrano go w skład rady miejskiej w Kownie jako jednego z szesnastu polskich radnych. W 1925 na krótko objął funkcję przewodniczącego rady, wybrany głosami mniejszości narodowych, jednak tego samego dnia został aresztowany przez litewską policję. Po wypuszczeniu z aresztu zrezygnował z funkcji, jednak do końca pozostał liderem frakcji polskiej w samorządzie. 
W marcu 1920 wziął udział w zjeździe Polsko-Litewskiego Komitetu Wyborczego do Sejmu mającego przygotować Polaków do zbliżających się wyborów do Sejmu Ustawodawczego. Ostatecznie Komitet został zarejestrowany w sierpniu 1922 jako Polskie Biuro Informacyjne, którego przewodniczącym pozostawał przez kilka lat. 
Brał aktywny udział w polskim życiu społecznym i kulturalnym w Republice Litewskiej, m.in. pozostawał udziałowcem spółek "Dompol" i "Omega". Należał do Towarzystwa Producentów Rolniczych na Litwie (PRODROL), był członkiem założycielem Towarzystwa Kulturalnego "Pochodnia" oraz filistrem h.c. korporacji akademickiej "Lauda". Przewodniczył Polskiemu Klubowi Sportowemu Sparta Kowno. 
W 1928 wszedł w skład najwyższych władz Komitetu Polskiego na Litwie. Po śmierci ojca w 1935 objął majątek Blinsturbiszki. Do 1936 pełnił funkcję prezesa Komitetu Polskiego na Litwie, gdy został odsunięty przez tzw. młodych inspirowanych przez rząd Polski. Po przejściu na emeryturę zajmował się renowacją zabytków na Żmudzi, z jego inicjatywy odnowiono m.in. kapliczki w okolicach Widukli, Blinstrubiszek i Jukojń. 
W czasie okupacji radzieckiej Litwy dokonano nacjonalizacji stadniny koni wraz z całą posiadłością. Podczas władzy niemieckiej (1941–1944) w pałacu mieściła się stacja selekcji ziemniaków i zboża. Po wkroczeniu wojsk radzieckich na Litwę w 1944 repatriował się do Polski, zamieszkując w Pruszkowie. 
Zmarł 15 lipca 1959, został pochowany na Żbikowie. Pozostawił po sobie dwóch synów Henryka ożenionego z Zofią Kossakowską z Żejm i Tadeusza (zm. 2000 w Wielkiej Brytanii) ożenionego z Ireną Rahden z Kruż.
Odznaczony m.in. Krzyżem Niepodległości.